# 万宏区
万宏区，是缅甸佤邦南部地方行政管理委员会下辖的一个区，也是管委会驻地，万宏以佤族和傣族居民为主。在缅甸官方区划中，万宏隶属于掸邦孟萨县孟萨镇区。

## 行政区划
万宏区下辖10乡：
- 仁爱乡[3][4]
- 田坝乡
- 南章乡[4]
- 和平乡[3][4]
- 新德乡[3]
- 忠义乡[3]
- 户约乡
- 户邦乡
- 梅坚乡[4]
- 文明乡